# Euphyia amniculata
Euphyia amniculata är en fjärilsart som beskrevs av Jacob Hübner 1809/13. Euphyia amniculata ingår i släktet Euphyia och familjen mätare. Inga underarter finns listade i Catalogue of Life.